# Rosa Manus

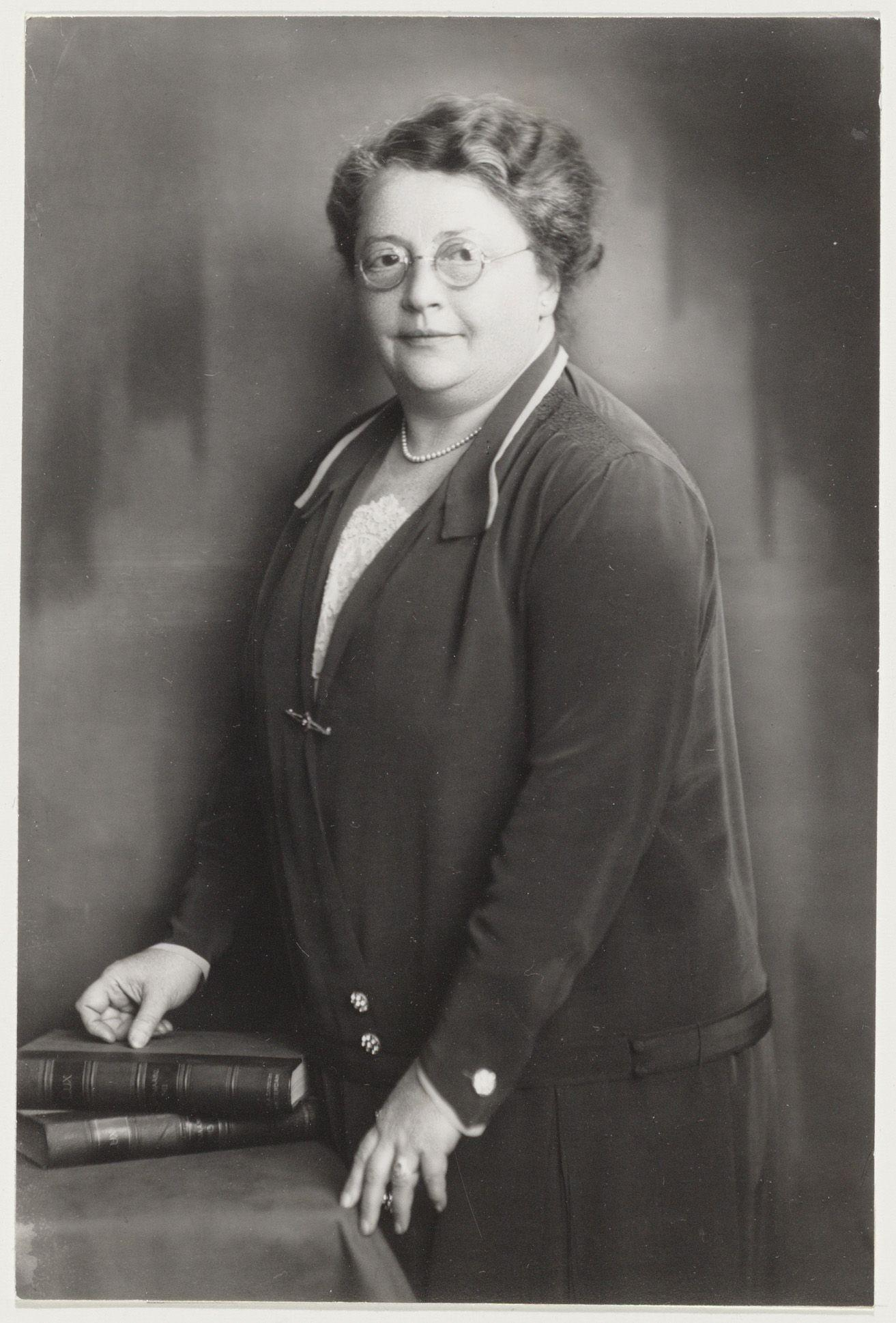
Rosa Manus (1928)

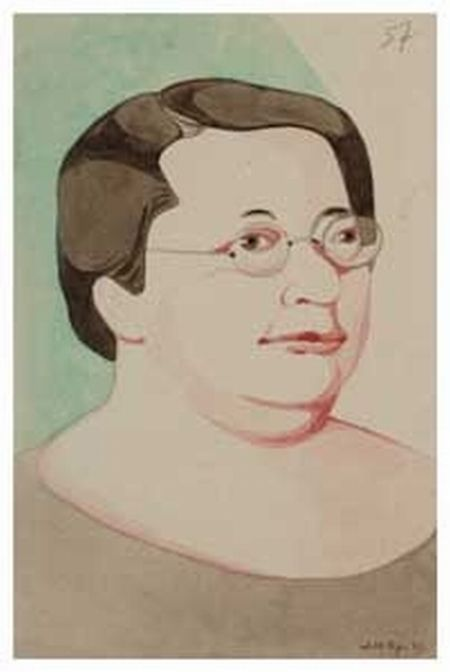
Rosa Manus (Jacobus Hendrikus 'Koos' Speenhoff (1869–1945))

Rosa Manus, eigentlicher Name: Rosette Susanna Manus (* 20. August 1881 in Amsterdam; † März 1942 in Bernburg), war eine niederländische Feministin, Aktivistin für Frauenrechte, Frauenwahlrecht und Initiatorin verschiedener Organisationen. Zusammen mit Johanna Naber und Willemijn Posthumus-van der Goot gründete sie 1935 das „Internationale Archiv für die Frauenbewegung“ („Internationaal Archief voor de Vrouwenbeweging“, IAV), das seit 2009 den Namen Aletta, instituut voor vrouwengeschiedenis trägt.

## Leben
Rosa Manus stammte aus einer wohlhabenden, liberalen jüdischen Familie. Ihr Vater, Henry Philip Manus, war ein erfolgreicher Tabakhändler, der seine Kinder mit strenger Hand erzog. Ihre Mutter, Soete Vita Israël, leitete den großen Haushalt nach den Regeln einer gutbürgerlichen Familie. Manus war das zweite von sieben Kindern und besuchte die Grundschule (lagere school) und die Realschule (middelbare school) in Amsterdam.
Nach Abschluss der Realschule schickten ihre Eltern sie in ein Mädchenpensionat in der Schweiz. Gegen den Willen ihres Vaters versuchte Manus nach der Ausbildung in der Schweiz ein Modegeschäft zu gründen. Als ihr Vater hinter ihre Absichten kam, musste sie alle bestehenden Verträge und Abmachungen annullieren. Er war der Meinung, dass eine „anständige Frau“ nicht für Geld arbeiten sollte. In ihren bürgerlichen Kreisen sei es angebracht, bei Wohltätigkeitsveranstaltungen mitzuwirken. Dieses Ereignis war für sie der Anlass, öfters professionelle Hilfe von anderen Frauen in Anspruch zu nehmen und Frauenorganisationen zu unterstützen. „Rosa Manus war von 1910 bis 1940 neben Aletta Jacobs die wichtigste Leitfigur der niederländischen Frauenbewegung und aktiv in zahlreichen Organisationen im In- und Ausland. Ihr Schwerpunkt war dabei hauptsächlich das Organisieren von Veranstaltungen, also weniger deren inhaltliche Ausrichtung“.
Manus konnte gut mit den modernen Mitteln der Publizität umgehen. 1937 konnte sie Eleanor Roosevelt, die Ehefrau des damaligen amerikanischen Präsidenten Franklin D. Roosevelt, dazu bewegen, einen Artikel über die Bedeutung von Frauenarbeit zu schreiben. Zu dieser Zeit gab es Pläne, Frauenarbeit zu verbieten. Sie lernte 1908 die Vorsitzende des Weltbundes für Frauenstimmrecht (engl. International Woman Suffrage Alliance, IWSA; niederl. Wereldbond voor Vrouwenkiesrecht, WvV), Carrie Chapman Catt, kennen, mit der sie für den Rest ihres Lebens eine enge Freundschaft verband. Zusammen mit Catt reiste sie in den Jahren 1922/1923 nach Südamerika. Mit der Nachfolgerin von Catt, Margery Corbett Ashby, besuchte Manus 1935 Palästina, Ägypten und Syrien. Ihr Beweggrund war, Frauen zu motivieren, zum „Ersten Internationalen Kongress“ des Weltbundes zu kommen, der 1936 in Istanbul stattfand.
Zwischen dem 15. und 20. Juni 1908 fand in Amsterdam der dritte Kongress des Weltbundes für Frauenstimmrecht statt. Manus machte hier ihre erste Bekanntschaft mit dem Feminismus. Sie beteiligte sich an der Organisation des WvV und wurde wegen ihrer Mehrsprachigkeit zur „Special Organizer“ des Weltbundes ernannt. In dieser Funktion traf Manus die Vorbereitungen für alle folgenden Kongresse des Weltbundes. Darüber hinaus war sie „Europees secretaris van het comité voor vrede en vrijheid“ (etwa: „Europäische Sekretärin des Komitees für Frieden und Freiheit“) des WvV. Von 1923 bis 1938 war sie Vizepräsidentin des Weltbundes für Frauenstimmrecht sowie Sekretärin des „Internationalen Abrüstungskomitees“ (niederl.: „Internationaal Ontwapeningscomité“), auch „Internationale Friedenskonferenz“ („Peace conference“) genannt und koordinierte zahlreiche politische Aktionen. „Eine ihrer unzähligen Aktionen in der Zwischenkriegszeit war das Sammeln von mehr als acht Millionen Unterschriften als Sekretärin des Internationalen Abrüstungskomitees, die dem Vorsitzenden des Völkerbundes Lord Cecil unter großer Anteilnahme der Öffentlichkeit übergeben wurden“.
Zusammen mit Mia Boissevain (1878–1959) organisierte Manus 1913 die Ausstellung De Vrouw 1813–1913, zur Situation der Frauen von 1813 und die Entwicklungen der Frauensituation bis 1913. Zur Ausstellung kamen circa 300.000 Besucher.
Im Ersten Weltkrieg brachte Aletta Jacobs Frauen aus kriegsführenden und neutralen Ländern zusammen. Manus organisierte einen großen Teil des „Internationalen Frauenkongresses“ 1915 in Den Haag. Im gleichen Jahr wurde sie Sekretärin des Komitees „Internationaal Comité van vrouwen voor duurzame vrede“ („Internationales Frauenkomitee für dauernden Frieden“). Das Komitee wurde am 28. April 1915 gegründet und seit 1919 unter dem Namen Women’s International League for Peace and Freedom (WILPF) weitergeführt. 1935 gründete Manus, zusammen mit Johanna Naber und Willemijn Posthumus-van der Goot, das „Internationale Archiv für die Frauenbewegung“ (IAV) (heute Aletta, instituut voor vrouwengeschiedenis).
Das Archiv der IAV wurde nach der Besetzung der Niederlande 1940 durch die Nationalsozialisten geschlossen und geplündert. Lange Zeit galten die Archivmaterialien als verschollen, wurden jedoch 1992 in Moskau wiedergefunden. Im Mai 2003 kam das Archiv zurück nach Amsterdam. Das von Aletta Jacobs zusammengestellte Archiv wurde in das IAV untergebracht, ebenfalls ihr eigenes Archivmaterial.
In der ersten Hälfte der 1930er Jahre gab Manus als Kontaktperson Informationen an jüdische Frauenorganisationen in die USA weiter. Wegen ihrer „Pacifistische en internationale neigingen“ (sinngemäß: Pazifistischen und kommunistischen Interessen) wurde sie nach mehreren Verhören im August 1941 verhaftet. Nach drei Monaten Haft im Gefängnis von Scheveningen, dem sogenannten Oranjehotel, kam sie Ende Oktober 1941 in das Konzentrationslager Ravensbrück. Sie starb wahrscheinlich in der Tötungsanstalt Bernburg im März 1942.
1936 wurde Rosa Manus zum Officier in de Orde van Oranje Nassau ernannt.